# Ville de Burnie
Échec lors de la sérialisation des données.

La Ville de Burnie  (City of Burnie) est une zone d'administration locale de type city dans le nord de la Tasmanie en Australie.